# Pave Johannes 4.
Johannes 4. (død 12. oktober 642) var pave fra 24. december 640 til sin død i 642. Han valg kom oven på fire måneders sede vacante. Han var den første af i alt 11 græsk-talende paver mellem 640 og 752, som introducerede græske vaner og karakteristika til den romerske kirke.